# Claude Martin (boxe anglaise)
Pour les articles homonymes, voir Martin et Claude Martin.
Claude Martin est un boxeur français né le 4 décembre 1952 à Saint-Servan et mort le 30 août 1992 à Saint-Malo. Il remporte notamment cinq des huit combats de championnat de France de boxe anglaise professionnelle dans la catégorie des poids super-welters entre 1977 et 1981. 
Il commence la boxe à 16 ans au Central-Ring Malouin avec Marcel Aubry pour président, Jacques Dugénie et Pierre Gandon comme entraîneurs. Passé professionnel en 1973 à l'âge de 21 ans, Claude ne renonce pourtant pas à son emploi chez EDF. 
Fier de représenter son pays breton et sa ville de Saint-Malo, il boxe principalement en France mais aussi à Londres et à Bilbao.
Il arrêtera sa carrière en 1981 après son championnat d'Europe perdu par KO au 1er round face à l'Italien Luigi Minchillo. Une défaite discutable en raison des coups reçus sur la nuque qui l'éloignera définitivement des rings.
Il aura trois enfants, deux filles et un fils, avec sa femme Marcelle qui le soutiendra tout au long de sa carrière.

## Sa carrière

### Ses plus grands combats

#### Martin - Rhiney (20/12/1975)
Claude Martin, invaincu depuis déjà 17 combats professionnels, soldera cette confrontation par un match nul. Ce combat sera pourtant celui qui passionnera le plus la salle de Marville jusqu'alors à Saint-Malo. Rhiney dominera Martin par sa rapidité et la précision de ses coups et de ses déplacements, l'obligeant à mener un combat défensif pour éviter le pire. Ce sera sur un crochet du gauche sorti de nulle part que Martin mettra à genou le terrible Rhiney, britannique d'origine jamaïcaine, au dixième et dernier round. Il sera compté huit et se relèvera, méritant et acclamé à sa juste valeur, pour finir le duel. Martin conservera alors son invincibilité sur ce match nul et Rhiney deviendra par la suite champion d'Angleterre des welters.

#### Martin - Bonnetaz (11/12/1976)
Premier championnat de France pour Martin; le dernier ayant été disputé à Saint-Malo par son entraîneur, Jacques Dugénie le 12 novembre 1960. Martin sera alors désigné par la fédération comme challenger officiel pour le titre. Il sera contraint d'abandonner à la troisième reprise, devant plus de deux mille spectateurs, sur une blessure au front à la suite d'un choc de têtes entre les deux boxeurs.

#### Martin - White (13/05/1977)
Après trois succès sur des britanniques, Martin sera vainqueur sur White, champion d’Écosse, par disqualification de l'arbitre à la neuvième reprise, pour de trop nombreux coups de tête devant un public du cirque d'hiver de Paris difficile.

#### Martin - Giordanella (15/10/1977)
Martin deviendra pour la première fois champion de France sans discussion possible face au dijonnais Giordanella par arrêt de l'arbitre à la 6e reprise après deux comptes à terre coup sur coup et devant deux mille cinq cents personnes qui exultent et dans une superbe cordialité sportive qui laissera un bon souvenir, malgré la défaite, au clan dijonnais.

#### Martin - Cohen (26/11/1977)
Le climat de ce combat sera tendu et Cohen déclarera à la presse que Martin était son adversaire le plus faible jusqu'alors. Martin gagnera aux points son second titre de champion de France à Rennes. 

#### Martin - Bonnetaz (15/04/1978)
Martin effacera l'unique défaite de son palmarès professionnel en battant Bonnetaz aux points à Saint-Malo pour son troisième titre de champion de France et deviendra par la même occasion le meilleur boxeur français incontesté de sa catégorie.

#### Martin - Thomas (23/09/1978)
Martin sortira victorieux aux points face à Thomas, champion d'Angleterre.

#### Martin - Warusfel
Martin conservera son titre de champion de France face au très bon Warusfel le 27 octobre 1978. Il combattra ensuite l'ex champion d'Espagne et d'Europe des poids welters, le sourd-muet Hernandez. Il perdra sur blessure de façon discutable, après avoir reçu plusieurs coups de tête. Martin sera alors contraint de ne pas remettre son titre en jeu suffisamment rapidement pour la fédération en raison de ses blessures. Le titre alors vacant le restera après le match nul de la nouvelle confrontation Martin - Warusfel du 15/12/1979 qui montrera d'ailleurs un Warusfel plus guerrier et meilleur que jamais.

#### Martin - Acaries (18/12/1980)
Martin perdra ce championnat de France face à un Louis Acaries des grands jours, qui s'offrira d'ailleurs le titre de champion d'Europe aux dépens du redoutable et réputé intouchable boxeur Yougoslave Marijan Beneš.

#### Martin - Segor (23/05/1981)
Martin récupèrera son titre de champion de France pour un cinquième sacre face à l'antillais de Marseille Segor et projettera de se lancer à la poursuite d'un titre européen des super-welters.

#### Martin - Minchillo (28/11/1981)
Quelle plus douloureuse expérience pour un boxeur de classe internationale que de perdre par KO à la première reprise sous des coups illicites sur la nuque? Question qui restera à jamais sans réponse devant un public médusé et qui éloignera le danseur des rings, comme le surnommaient sa famille et ses amis, de ce qu'il aimait à appeler le noble art dont les côtés sombres lui auront sauté au visage, ou plutôt à la nuque comme un coup du lapin.

### Le central ring malouin
Le central-ring Malouin, club de boxe anglaise de Saint-Malo, était présidé par Marcel Aubry, les deux entraîneurs étant Jacques Dugénie et Pierre Gandon. La salle se situait rue Marion Dufresne. Claude Martin s'y entraînait avec beaucoup d'autres boxeurs tels que les frères Blandin ou encore George Danin, toujours présent pour la boxe Malouine.

### Sa préparation
Au-delà de sa préparation purement boxée, Claude Martin tirait sa force, sa rapidité et son endurance d'un entraînement très complet. Il courait tous les jours avant d'aller travailler chez EDF et faisait notamment des stages d'oxygénation avec l'équipe cycliste Renault-Gitane où il roulait avec ses amis Bernard Hinault, Cyrille Guimard, Marcel Boishardy, André Chalmel, Jean-René Bernaudeau, Maurice Le Guilloux et les autres. 

### Médiatisation
Considéré comme l'un des meilleurs sportifs bretons, Claude Martin était très suivi médiatiquement. Le journal Ouest-France a suivi sa carrière via Roger Glémée, et le représentant local Ouest-France, Jean Léveillé, devenu l'un de ses plus grands amis et qui lui a réservé plusieurs pages dans son livre Saint-Malo USSM le siècle noir et or. FR3 Bretagne a aussi beaucoup contribué à sa médiatisation grâce notamment à Loïc Mathieu. Quelques lignes lui sont également dédiées dans le livre les grands du sport breton de Georges Cadiou.

### Son implication associative à Saint-Malo
Claude Martin restera sportivement impliqué dans le sport à Saint-Malo après l'arrêt de sa carrière. Il s'investira avec l'USSM football et s'occupera de la préparation physique de l'équipe féminine de basket de Saint-Malo.

## Palmarès professionnel
| Date       | Lieu                      | Adversaire                      | Résultat                                 | Titre en jeu          |
| ---------- | ------------------------- | ------------------------------- | ---------------------------------------- | --------------------- |
| 15/09/1973 | Saint-Brieuc              | Angelo Ivkovic (Yougoslavie)    | Gagné par arrêt de l'arbitre au 2e round |                       |
| 03/11/1973 | Brest Roger               | Lobjois                         | Gagné aux points                         |                       |
| 22/12/1973 | Saint-Malo                | Jean-Claude Genno               | Gagné aux points                         |                       |
| 23/02/1974 | Rennes                    | Titi Larbi (Algérie)            | Gagné aux points                         |                       |
| 20/04/1974 | Rennes                    | Daniel Letartre                 | Gagné aux points                         |                       |
| 25/05/1974 | Saint-Malo                | Gérard Breton                   | Gagné par KO au 3e round                 |                       |
| 26/10/1974 | Saint-Malo                | Angelo Ivkovic (Yougoslavie)    | Gagné par jet de l'éponge au 4e round    |                       |
| 23/11/1974 | Rennes                    | Philippe Girotti (Italie)       | Gagné par arrêt de l'arbitre au 7e round |                       |
| 22/03/1974 | Saint-Malo                | Eric Seys (Belgique)            | Gagné aux points                         |                       |
| 26/04/1975 | Saint-Malo                | Joël Le Guern                   | Gagné par jet de l'éponge au 7e round    |                       |
| 25/10/1975 | Saint-Malo                | Oscar Angus (Britannique)       | Gagné aux points                         |                       |
| 20/12/1975 | Saint-Malo                | Henry Rhiney (Britannique)      | Match nul                                |                       |
| 19/01/1976 | Paris (Cirque d'hiver)    | Alec Tompkins (Britannique)     | Gagné aux points                         |                       |
| 23/02/1976 | Paris (Palais des sports) | Michel Chapier                  | Gagné aux points                         |                       |
| 03/04/1976 | Saint-Malo                | Vincent Parra                   | Gagné aux points                         |                       |
| 24/04/1976 | Saint-Malo                | Batman Austin (Britannique)     | Gagné aux points                         |                       |
| 30/10/1976 | Saint-Malo                | Marcel Giordanella              | Gagné aux points                         |                       |
| 11/12/1976 | Saint-Malo                | Joël Bonnetaz                   | Perdu sur blessure au 3e round           | Championnat de France |
| 05/02/1977 | Saint-Malo                | Mickey Ryce (Britannique)       | Gagné aux points                         |                       |
| 02/04/1977 | Saint-Malo                | John Smith (Britannique)        | Gagné aux points                         |                       |
| 13/05/1977 | Paris (Cirque d'hiver)    | Kevin White (Britannique)       | Gagné par disqualification au 9e round   |                       |
| 15/10/1977 | Saint-Malo                | Marcel Giordanella              | Gagné par arrêt de l'arbitre au 6e round | Championnat de France |
| 26/11/1977 | Rennes                    | Gilbert Cohen                   | Gagné aux points                         | Championnat de France |
| 28/01/1978 | Saint-Malo                | Walter Guernieri (Italie)       | Gagné par KO au 3e round                 |                       |
| 15/04/1978 | Saint-Malo                | Joël Bonnetaz                   | Gagné aux points                         | Championnat de France |
| 23/09/1978 | Saint-Malo                | Pat Thomas (Britannique)        | Gagné aux points                         |                       |
| 27/10/1978 | Rennes                    | Georges Warusfel                | Gagné aux points                         | Championnat de France |
| 27/01/1979 | Saint-Malo                | Michel Chapier                  | Gagné aux points                         |                       |
| 27/04/1979 | Saint-Malo                | José Hernandez (Espagne)        | Perdu sur blessure au 5e round           |                       |
| 06/10/1979 | Saint-Malo                | Tiger Quaye (Britannique)       | Gagné par arrêt de l'arbitre au 5e round |                       |
| 15/12/1979 | Saint-Malo                | Georges Warusfel                | Match nul                                | Championnat de France |
| 18/10/1980 | Saint-Malo                | Nelson Gomez (Brésil)           | Gagné par arrêt de l'arbitre au 7e round |                       |
| 10/11/1980 | Saint-Malo                | Horace Mac Kenzie (Britannique) | Gagné aux points                         |                       |
| 18/12/1980 | Paris (Cirque d'hiver)    | Louis Acaries                   | Perdu par jet de l’éponge au 10e round   | Championnat de France |
| 04/04/1981 | Saint-Malo                | Djibril Bathily                 | Gagné aux points                         |                       |
| 23/05/1981 | Saint-Malo                | Yvon Segor                      | Gagné aux points                         | Championnat de France |
| 10/10/1981 | Saint-Malo                | Djibrill Bathily                | Gagné aux points                         |                       |
| 28/11/1981 | Rennes                    | Luigi Minchillo (Italie)        | Perdu par KO au 1er round                | Championnat d'Europe  |

## Palmarès amateur
Du 25/11/1969 au 10/06/1973 : 29 victoires, 10 défaites.